# Hangmen (opera teatrale)
Hangmen è un'opera teatrale di Martin McDonagh, portata al debutto al Royal Court Theatre di Londra nel 2015. 

## Trama
Londra, 1963. Nonostante protesti la propria innocenza, James Hennessy viene giustiziato in carcere per l'omicidio di diverse donne a Norfolk. Il boia è Harry Wade, il "secondo miglior impiccatore del Regno Unito", assistito dal goffo Syd.
Oldham, 1965. La pena di morte è stata abolita ed Harry si è reinventato come proprietario di un pub, che gestisce con la bella moglie Alice e la lunatica figlia adolescente Shirley. Il giorno del secondo anniversario dell'impiccagione di Hennessy, Shirley scompare e Syd si presenta al locale di Harry con delle informazioni: le ultime prove dimostrano che hanno impiccato l'uomo sbagliato, il vero assassino di Norfolk è ancora a piede libero.

## Storia degli allestimenti
Dopo una stagione limitata sold-out al Royal Court, la commedia debuttò nel West End londinese al Wyndham's Theatre, dove rimase in scena dal dicembre dello stesso anno al marzo 2016. Matthew Dunster curò la regia dell'allestimento originale, mentre il cast comprendeva: Johnny Flynn (Mooney), David Morrissey (Harry), Ralph Ineson (Ispettore Fry) e Ralph Ineson (Syd). Hangmen fu un successo di critica e pubblico e vinse il Laurence Olivier Award, il Critics' Circle Theatre Awards e il South Bank Sky Arts Awards per la miglior opera teatrale. Nel 2022 la pièce è stata proposta anche a Broadway, dove ha ottenuto cinque candidature ai Tony Award, tra cui quello alla migliore opera teatrale.